# Stef Van Zummeren
Stef Van Zummeren (né le 20 décembre 1991 à Turnhout) est un coureur cycliste belge.

## Biographie

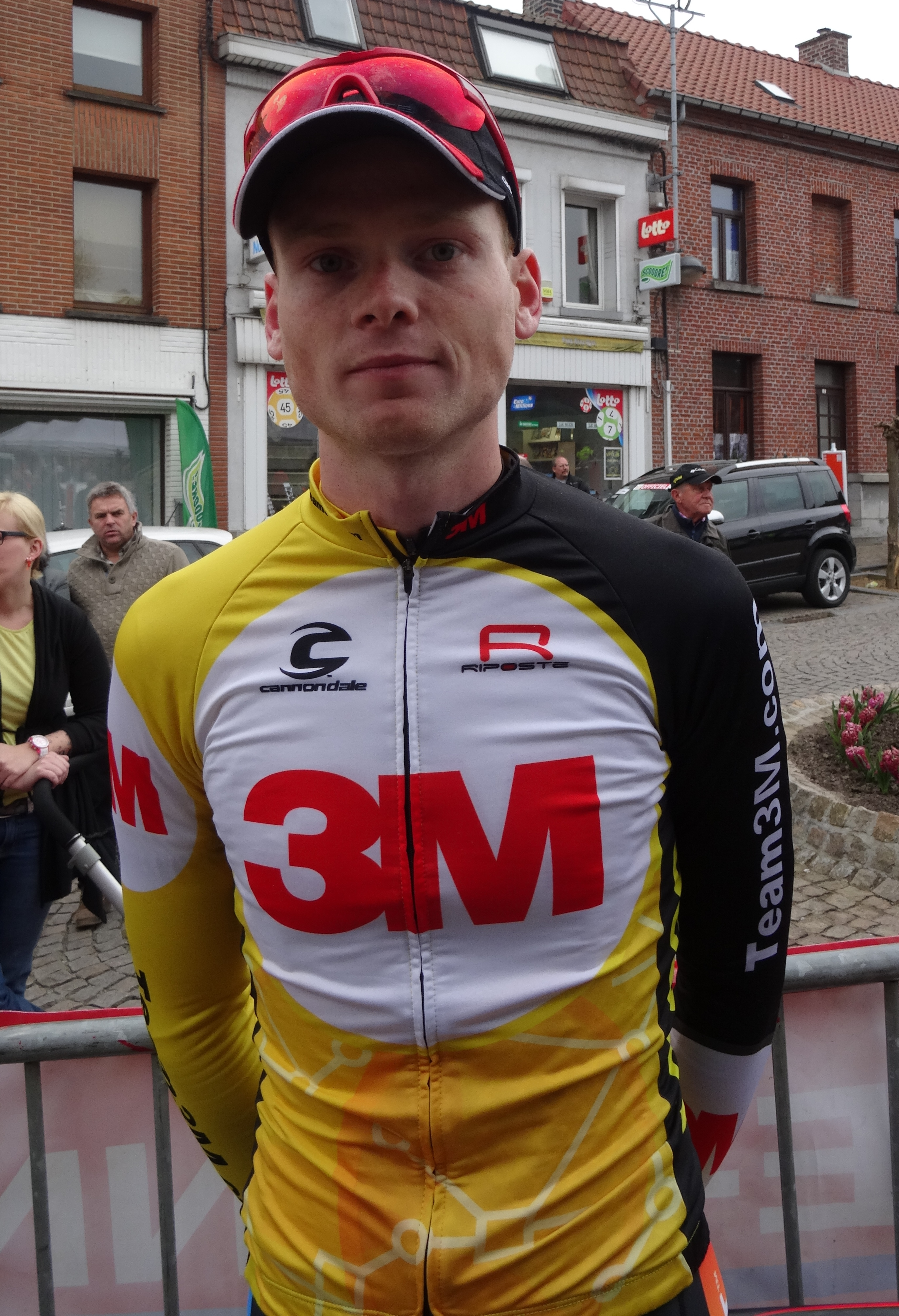
Stef Van Zummeren lors du départ de la 1re étape du Triptyque des Monts et Châteaux 2014 à Antoing.

Stef Van Zummeren naît le 20 décembre 1991 à Turnhout en Belgique.
Membre d'Ovyta-Eijssen-Acrog en 2011, il entre dans l'équipe Lotto-Belisol U23 en 2012 et effectue un stage chez 3M du 16 août au 31 décembre 2013, avant d'être membre à part entière de cette équipe en 2014. 
En 2015, il entre dans l'équipe Verandas Willems, où il remporte la deuxième place du Handzame Challenge. En fin de saison il prolonge le contrat qui le lie à son employeur.

## Palmarès et classements mondiaux

### Palmarès sur route
- 2009
  - Klein Brabant Classic
- 2010

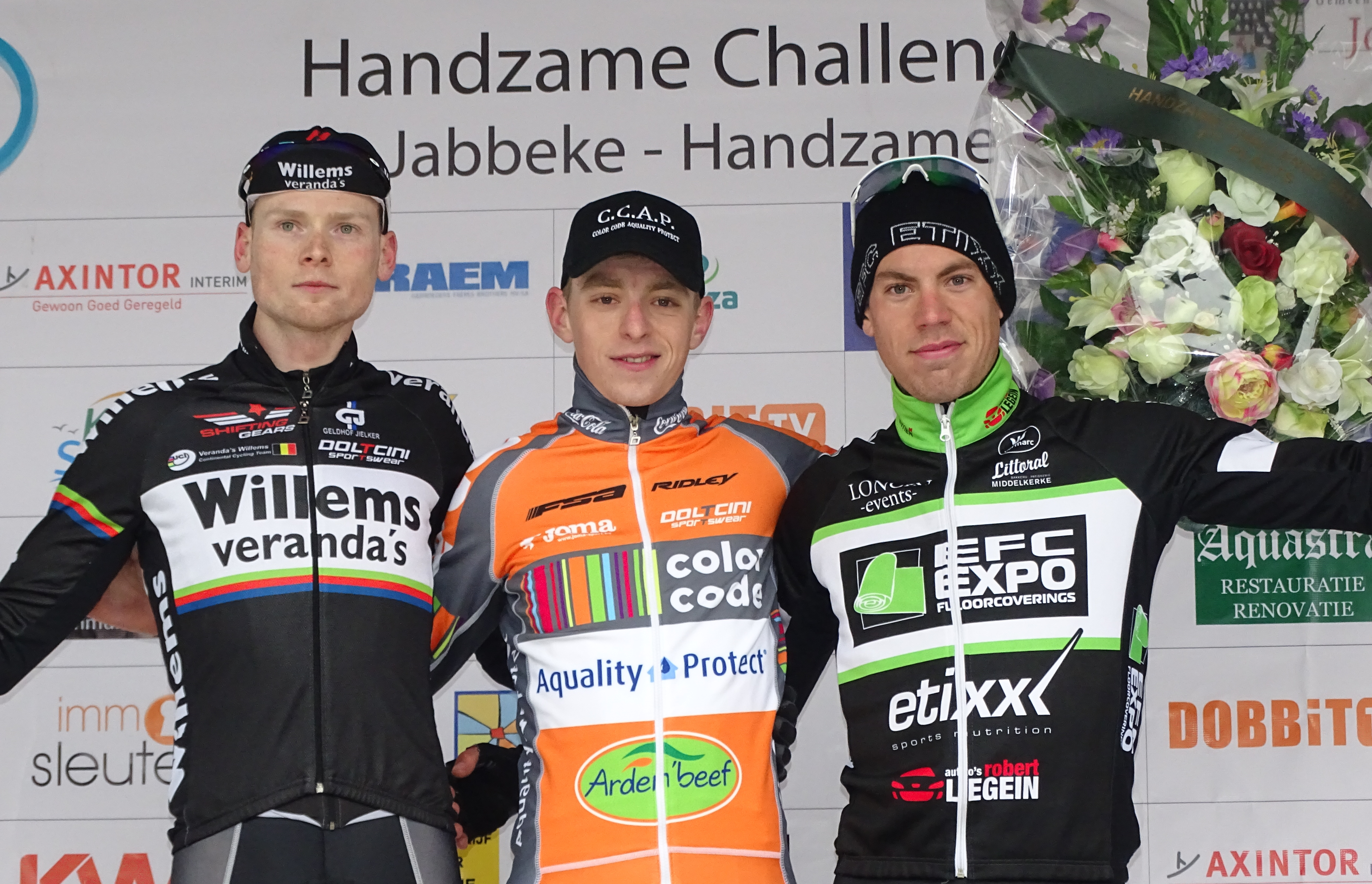
Podium de l'édition 2015 du Handzame Challenge : Stef Van Zummeren (2e), Julien Kaise (1er) et Benjamin Declercq (3e).

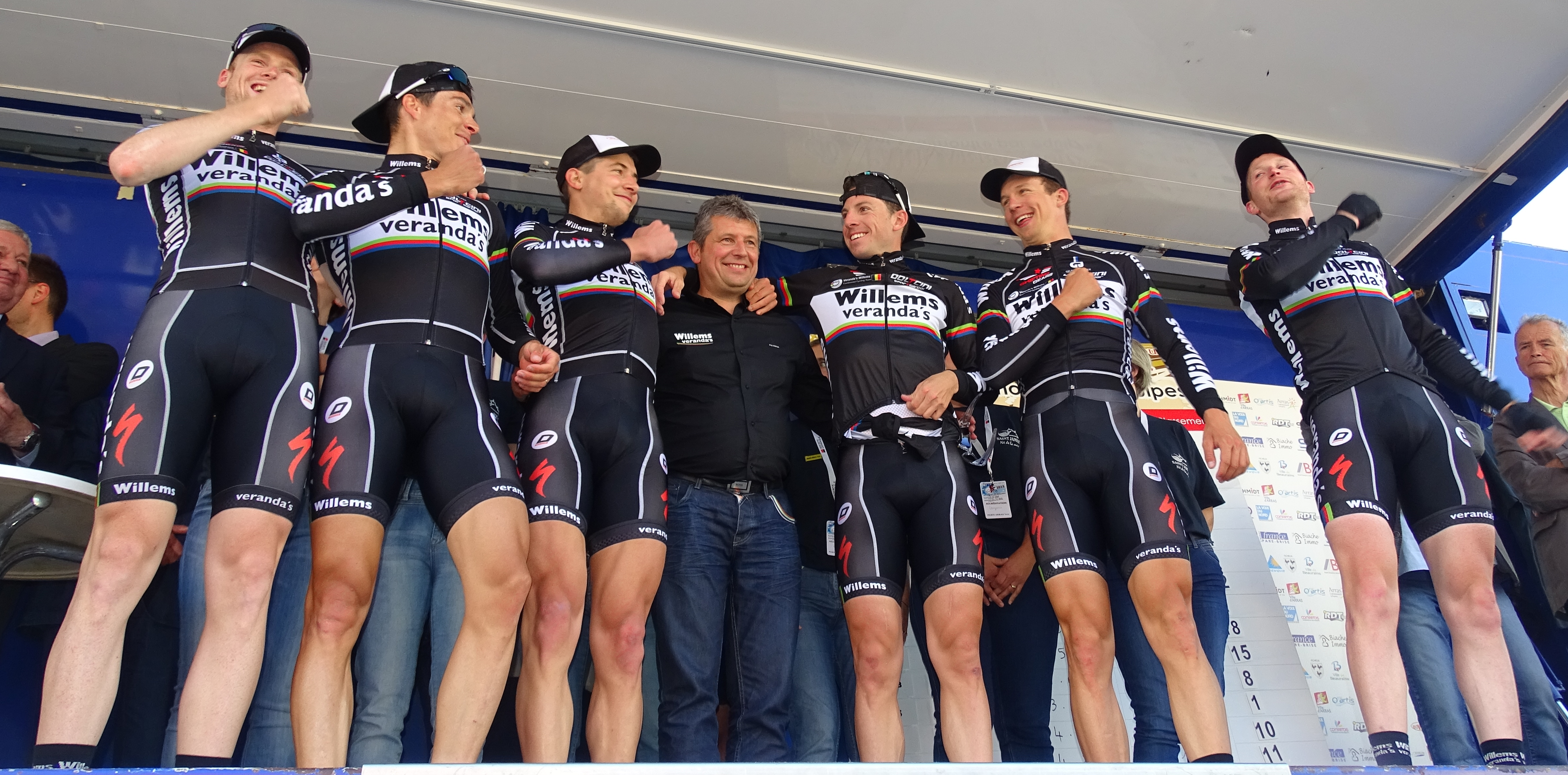
L'équipe Verandas Willems, constituée de Stef Van Zummeren, Olivier Pardini, Christophe Prémont, du directeur sportif Gautier De Winter, Gaëtan Bille, Dimitri Claeys et Joeri Calleeuw, remporte le contre-la-montre par équipes de la 1re étape du Paris-Arras Tour 2015.

  - 4e étape du Tour du Brabant flamand
  - 2e du championnat de la province d'Anvers du contre-la-montre espoirs
  - 2e du championnat de la province d'Anvers sur route espoirs
- 2011
  - Coupe Marcel Indekeu
- 2012
  - 2e étape du Tour de Palencia
  - 2e d'À travers le Limbourg
  - 3e du championnat de la province d'Anvers sur route espoirs
- 2013
  - Champion de la province d'Anvers sur route espoirs[4]
  - Ploegentijdrit België (contre-la-montre par équipes)
  - 2e du championnat de la province d'Anvers du contre-la-montre espoirs
  - 2e de la Flèche du port d'Anvers
- 2014
  - 2e de Bruxelles-Opwijk
  - 2e du championnat de la province d'Anvers du contre-la-montre
  - 3e du championnat de la province d'Anvers sur route
- 2015
  - Champion de la province d'Anvers du contre-la-montre
  - 1re étape du Paris-Arras Tour (contre-la-montre par équipes)
  - Circuit de Wallonie
  - Contre-la-montre par équipes de Borlo
  - 2e du Handzame Challenge[2]
- 2016
  - 3e de la Puivelde Koerse

### Classements mondiaux
| Année           | 2013 | 2014 |
| --------------- | ---- | ---- |
| UCI Europe Tour | 450e | nc   |